# Brzezówka (Silésie)
Pour les articles homonymes, voir Brzezówka.
Brzezówka (prononciation : [bʐɛˈzufka]) est une localité polonaise de la gmina de Hażlach, située dans le powiat de Cieszyn en voïvodie de Silésie.